# Entonaema
Entonaema — рід грибів родини Hypoxylaceae. Назва вперше опублікована 1901 року.

## Класифікація
Згідно з базою MycoBank до роду Entonaema відносять 10 офіційно визнаних видів:
- Entonaema aurantiacum
- Entonaema cinnabarinum
- Entonaema dengii
- Entonaema globosum
- Entonaema liquescens
- Entonaema mesentericum
- Entonaema moluccanum
- Entonaema pallidum
- Entonaema siamensis
- Entonaema splendens